# Ștefan Voitec

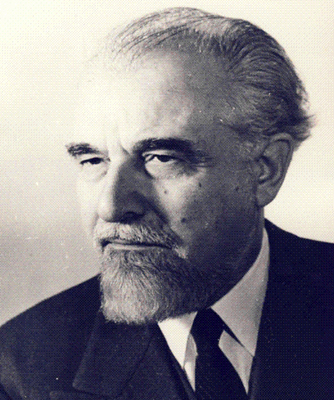
Ștefan Voitec

Ștefan Voitec (* 19. Juli 1900 in Corabia; † 4. Dezember 1984 in Bukarest) war ein rumänischer Journalist und Politiker der Rumänischen Arbeiterpartei PMR (Partidul Muncitoresc Român) und ab 1965 PCR (Partidul Comunist Român), der unter anderem von 1944 bis 1947 Minister für Nationale Bildung, zwischen 1948 und 1952 Mitglied sowie von 1955 bis 1965 Kandidat des Politbüros des Zentralkomitees (ZK) war. Er war zwischen 1948 und 1949 sowie erneut von 1956 bis 1961 Stellvertretender Ministerpräsident und bekleidete weiterhin mehrere Ministerämter. 
Darüber hinaus war er zwischen 1961 und 1974 Präsident der Großen Nationalversammlung (Marea Adunare Națională)  sowie von 1961 bis 1965 und erneut 1974 bis 1984 Vizepräsident des Staatsrates (Consiliul de Stat). Ferner war er zwischen 1965 und 1974 Mitglied des Exekutivkomitees des ZK sowie von 1974 bis zu seinem Tod am 4. Dezember 1984 Mitglied des Politischen Exekutivkomitees des ZK.

## Leben

### Journalist, Sozialdemokrat und Bildungsminister

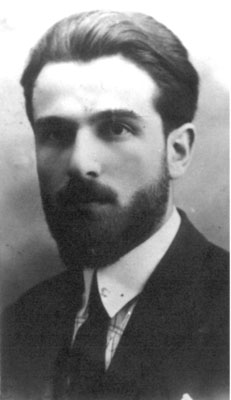
Ștefan Voitec

Voitec war nach dem Besuch der Polytechnischen Schule in Bukarest Aushilfslehrer am dortigen St. Josef-Gymnasium tätig und gehörte zwischen 1918 und 1920 der Sozialistischen Partei (Partidul Socialist) als Mitglied an. 1925 wurde er Redakteur bei der Zeitung Socialismul und übte diese Tätigkeit bis 1927 aus. Danach verfasste er zwischen 1927 und 1948 Artikel für Zeitungen wie Lumea Nouă, Proletarul und Libertatea. Er war zwischen 1927 und 1948 Mitglied der Sozialdemokratischen Partei PSD (Partidul Social Democrat Român) und bekleidete in dieser Zeit unterschiedliche Führungsfunktionen innerhalb der Partei und war zwischen 1944 und 1948 maßgeblich an der Zusammenarbeit zwischen der PSD und der damaligen Kommunistischen Partei PCR (Partidul Comunist din România) beteiligt.
Am 4. November 1944 wurde Voitec von Ministerpräsident Constantin Sănătescu zum Minister für Nationale Bildung (Ministrul Educației Naționale) in dessen Kabinett berufen. Dieses Ministeramt bekleidete er auch in den nachfolgenden Regierungen der Ministerpräsidenten Nicolae Rădescu und Petru Groza bis zum 30. Dezember 1947. 1946 wurde er Mitglied der Deputiertenkammer (Adunarea Deputaților) und vertrat in dieser bis 1948 den Wahlkreis Dolj.
1948 gehörte er zu den führenden Unterstützern des Zusammenschlusses der PSD und der PCR zur Rumänischen Arbeiterpartei PMR (Partidul Muncitoresc Român) und übernahm in der Folgezeit zahlreiche Führungsaufgaben in dieser neugegründeten Partei wahr.

### Vize-Ministerpräsident, Minister und Politbüromitglied
Auf dem Sechsten Parteitag der PMR vom 21. bis 23. Februar 1948 wurde Voitec Mitglied des ZK der PMR und gehörte diesem Gremium bis zu seinem Tod am 4. Dezember 1984 an. Zugleich wurde er am 24. Februar 1948 auch Mitglied des Politbüros des ZK, dem er bis zum ZK-Plenum am 27. Mai 1952 angehörte. 1948 wurde er erstmals Mitglied der Großen Nationalversammlung (Marea Adunare Națională) und vertrat in dieser bis 1952 zunächst den Wahlkreis Dolj, danach zwischen 1952 und 1961 den Wahlkreis Corabia, daraufhin von 1961 bis 1965 den Wahlkreis Electroputere sowie zwischen 1965 und 1980 den Wahlkreis Electroputere Nr. 1, ehe er zuletzt von 1980 bis zu seinem Tod 1984 den Wahlkreis Craiova-Electroputere Nr. 1 vertrat.
In der vierten Regierung von Ministerpräsident Petru Groza übernahm er am 15. April 1948 die Funktion als 3. Vizepräsident und Koordinator der Aktivitäten der Ministerien für Soziales und Kultur und übte diese Funktion bis zum 16. April 1949. Daraufhin war er vom 16. April 1949 bis zum 4. Oktober 1955 Präsident des Komitees zur Organisation der Konsumgenossenschaften. 
Am 4. Oktober 1955 übernahm er das Amt des Ministers für Binnenhandel (Ministrul Comerțului Interior) und bekleidete dieses bis zum 24. November 1956. Auf dem Siebten Parteitag der PMR vom 23. bis 28. Dezember 1955 wurde Voitec Kandidat des Politbüros des ZK und übte diese Funktion bis zum 24. Juli 1965 aus. Weiterhin war er zwischen dem 24. November 1956 und dem 25. März 1961 Vizepräsident des Ministerrates (Vicepreședinte al Consiliului de Miniștri) sowie zugleich vom 28. März 1957 bis zum 17. April 1959 Minister für die Konsumgüterindustrie (Ministrul Industriei Bunurilor de Consum). Voitec war Angehöriger einer aus Chivu Stoica, Gheorghe Gheorghiu-Dej, Nicolae Ceaușescu, Filip Geltz, Grigore Preoteasa und Josiv Puvak bestehenden rumänischen Delegation, die 1957 Ost-Berlin besuchte.

### Parlamentspräsident

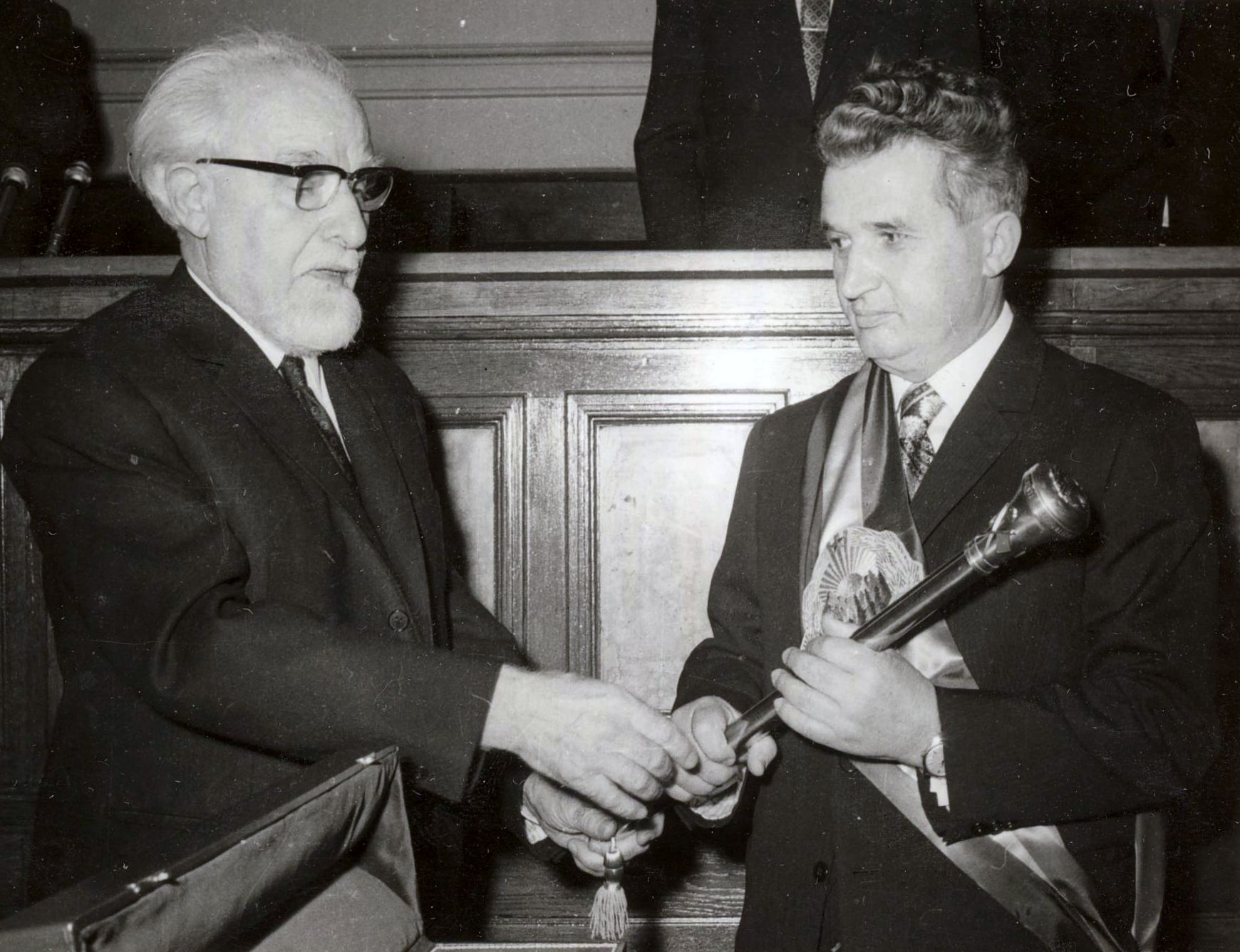
Ștefan Voitec bei der Übergabe des Präsidentenzepters an Nicolae Ceaușescu (29. April 1974)

Voitec wurde am 26. März 1961 als Nachfolger von Ion Gheorghe Maurer Präsident der Großen Nationalversammlung. Das Amt des Parlamentspräsidenten übte er bis März 1974 aus und wurde dann von Miron Constantinescu abgelöst.
Daneben war er seit dem 25. März 1961 bis 1965 auch Vizepräsident des Staatsrates der Volksrepublik Rumänien beziehungsweise der Sozialistischen Republik Rumänien. Er wurde auf dem Neunten Parteitag der PCR vom 19. bis 24. Juli 1965 Mitglied des Exekutivkomitees des ZK und verblieb bis zum 28. November 1974 in dieser Position.
Zuletzt wurde Voitec auf dem Elften Parteitag der PCR vom 24. bis 27. November 1974 Mitglied des Politischen Exekutivkomitees des ZK und behielt diesen Posten bis zu seinem Tod am 4. Dezember 1984. Daneben war er zwischen 1974 und 1984 erneut Vizepräsident des Staatsrates.
Weiterhin war er seit dem 9. Mai 1980 Präsident des Obersten Rates für Erziehung und Bildung und wurde am 18. Juni 1980 auch Mitglied der Rumänischen Akademie.

### Ehrungen und Auszeichnungen
Für seine langjährigen Verdienste wurde Voitec mehrfach ausgezeichnet und erhielt unter anderem 1948 den Stern der Volksrepublik Rumänien Erster Klasse (Ordinul Steaua Republicii Populare Române), 1948 den Orden der Arbeit Erster Klasse (Ordinul Muncii), 1949 den Orden zur Verteidigung des Vaterlandes Dritter Klasse (Apărarea Patriei), 1959 den Orden 23. August Erster Klasse (Ordinul 23. August), 1966 den Orden Tudor Vladimirescu Erster Klasse (Ordinul Tudor Vladimirescu), 1971 Orden für den Sieg des Sozialismus (Ordinul Victoria Socialismului), 1974 den Titel Held der sozialistischen Arbeit (Erou al Muncii Socialiste) sowie 1980 den Stern der Sozialistischen Republik Rumänien Erster Klasse (Ordinul Steaua Republicii Socialiste Romania).